# Luis Cuenca Estevas
Luis Cuenca Estevas (La Coruña, 1910 - Somosierra, 22 de julio de 1936) fue un militante socialista español, perteneciente a la milicia conocida como «La Motorizada», que alcanzó notoriedad por ser uno de los participantes en el asesinato del diputado derechista José Calvo Sotelo. Fue el que le descerrajó dos tiros en la nuca.

## Biografía
Hijo de un ingeniero, estudió en el instituto Eusebio da Guarda de La Coruña e intentó acceder al Cuerpo de Aduanas, pero no superó los exámenes de acceso. En 1928 su familia marchó a Cuba, país donde residiría durante los siguientes cuatro años. Fue en 1932, con la Segunda República ya instaurada, cuando regresó a España, donde se le conocería como El cubano o El pistolero (sobre la base de los rumores de que había sido guardaespaldas del dictador Gerardo Machado).
En 1932 se integró en las Juventudes Socialistas y más adelante sería miembro de «La Motorizada», una milicia socialista cuyos miembros solían actuar de guardaespaldas de dirigentes del PSOE, especialmente de Indalecio Prieto, durante los actos de masas organizados por el PSOE. Dirigentes socialistas como Julián Zugazagoitia tenían una pésima opinión sobre Cuenca, por su carácter agresivo y violento. Esta opinión era compartida por algunos compañeros socialistas de Cuenca, que también lo consideraban una mala persona. En 1936, durante un mitin electoral Luis Cuenca intervino personalmente para proteger a Indalecio Prieto, después de un alboroto.

### Asesinato de Calvo Sotelo
El 12 de julio de 1936 el teniente de Asalto José del Castillo fue asesinado en Madrid por pistoleros no identificados. Castillo también era uno de los instructores de la Motorizada. Esa madrugada se congregaron en el cuartel de la Guardia de Asalto en Pontejos algunos paisanos pertenecientes a las milicias socialistas entre los que se encontraban Cuenca y el oficial de la guardia civil Fernando Condés, al que ya conocía con anterioridad. En medio de la indignación, muchos clamaban venganza por este y otros asesinatos cometidos por pistoleros derechistas. Desde Pontejos partieron varias camionetas policiales con listas de falangistas a los que detener. En una de estas camionetas se encontraban un grupo de guardias de Asalto, militantes socialistas, Condés, Santiago Garcés y el propio Cuenca. 
Con el pretexto de efectuar un registro, y amparados en las credenciales de la Guardia Civil de Condés, este y algunos otros penetraron en casa del diputado monárquico José Calvo Sotelo, a quien pidieron les acompañase a la sede de la Dirección General de Seguridad. Según su hija Enriqueta, Calvo Sotelo dijo sorprendido: “¿Detenido? ¿Pero por qué?; ¿y mi inmunidad parlamentaria? ¿Y la inviolabilidad de domicilio? ¡Soy Diputado y me protege la Constitución!”. Entonces Condés se identificó como oficial de la Guardia Civil, lo que tranquilizó a Calvo Sotelo, quien, a pesar de las reticencias iniciales, finalmente aceptó ir. Calvo Sotelo se despidió de su familia y prometió telefonear cuando llegara, "a no ser que estos señores se me lleven para darme cuatro tiros". La camioneta se dirigía hacia la Dirección General de Seguridad cuando, tras circular unos doscientos metros, se realizaron dos disparos sobre Calvo Sotelo que falleció en el acto en la madrugada del 13 de julio. La mayoría de autores que han investigado este suceso, en especial el historiador Ian Gibson y el escritor Luis Romero, coinciden en señalar a Cuenca como el autor material del disparo que mató a Calvo Sotelo.
Mientras el cadáver de Calvo Sotelo era depositado en el Cementerio del Este, Cuenca fue a la sede del periódico El Socialista y le contó a Julián Zugazagoitia lo que había ocurrido. Hugh Thomas, en la edición ya citada de su libro sobre La Guerra Civil española de 1976, afirmó que al mediodía del 13 de julio, Cuenca, Condés y otros de los que iban en la camioneta fueron detenidos por la policía, sin ofrecer resistencia. Sin embargo, más recientemente se ha afirmado que ninguno de los autores principales fue detenido y que Condés, por ejemplo, encontró refugio en el domicilio de la diputada socialista Margarita Nelken. De hecho la policía ya sabía que Condés era el jefe del grupo que se había llevado a Calvo Sotelo porque la viuda lo reconoció en una serie de fotografías que le enseñaron. Fueron arrestados varios Guardias de Asalto pero en cuanto comenzó la guerra civil, cinco días después, fueron puestos en libertad.

### Fallecimiento
Tras el comienzo de la Guerra civil, Cuenca marchó al frente de Somosierra, donde moriría en combate a los pocos días de empezar la contienda.